# Устройство лазера

Схема устройства на примере рубинового лазера

Ла́зер — квантовый генератор, источник когерентного монохроматического электромагнитного излучения оптического диапазона. Обычно состоит из трёх основных элементов:
- Источник энергии (механизм «накачки» лазера).
- Рабочее тело лазера.
- Система зеркал («оптический резонатор»).

## Источник энергии
Источник накачки подаёт энергию в систему. В его качестве могут выступать:
- электрический разрядник
- импульсная лампа
- дуговая лампа
- другой лазер
- химическая реакция
- взрывчатое вещество

Тип используемого устройства накачки напрямую зависит от используемого рабочего тела, а также определяет способ подвода энергии к системе. Например, гелий-неоновые лазеры используют электрические разряды в гелий-неоновой газовой смеси, а лазеры на основе алюмо-иттриевого граната с неодимовым легированием (Nd:YAG-лазеры) — сфокусированный свет ксеноновой импульсной лампы, эксимерные лазеры — энергию химических реакций.

## Рабочее тело
Рабочее тело является основным определяющим фактором рабочей длины волны, а также остальных свойств лазера. Существует большое количество различных рабочих тел, на основе которых можно построить лазер. Рабочее тело подвергается «накачке», чтобы получить эффект инверсии электронных населённостей, что вызывает вынужденное излучение фотонов и эффект оптического усиления.
В лазерах используются следующие рабочие тела:
- Жидкость, например, в лазерах на красителях. Состоят из органического растворителя, например метанола, этанола или этиленгликоля, в которых растворены химические красители, например кумарин или родамин. Конфигурация молекул красителя определяет рабочую длину волны.
- Газы, например, углекислый газ, аргон, криптон или смеси, такие как в гелий-неоновых лазерах. Такие лазеры чаще всего накачиваются электрическими разрядами.
- Твёрдые тела, такие как кристаллы и стёкла. Такие материалы обычно легируются (активируются) добавкой небольшого количества ионов хрома, неодима, эрбия или титана. Типичные используемые кристаллы: алюмо-иттриевый гранат (YAG), литиево-иттриевый фторид (YLF), сапфир (оксид алюминия). Используемые стёкла: фосфатные и силикатные. Самые распространённые варианты: Nd:YAG, титан-сапфир, хром-сапфир (известный также как рубин), легированный хромом стронций-литий-алюминиевый фторид (Cr:LiSAF), Er:YLF и Nd: glass (неодимовое стекло). Твердотельные лазеры обычно накачиваются импульсными лампами или другими лазерами.
- Полупроводники. Материал, в котором переход электронов между энергетическими уровнями может сопровождаться излучением. Полупроводниковые лазеры очень компактны, накачиваются электрическим током, что позволяет использовать их в бытовых устройствах, таких как проигрыватели компакт-дисков.

## Оптический резонатор
Оптический резонатор, простейшим видом которого являются два параллельных зеркала, находится вокруг рабочего тела лазера. Вынужденное излучение рабочего тела отражается зеркалами обратно и опять усиливается. Волна может отражаться многократно до момента выхода наружу. В более сложных лазерах применяются четыре и более зеркал, образующих резонатор. Качество изготовления и установки этих зеркал является определяющим для качества полученной лазерной системы.
В твердотельных лазерах зеркала могут формироваться на полированных торцах активного элемента. В газовых лазерах и лазерах на красителях — на торцах колбы с рабочим телом.
Для выхода излучения одно из зеркал делается полупрозрачным.

## Дополнительные устройства
Также в лазерной системе могут монтироваться дополнительные устройства для получения различных эффектов, такие как поворачивающиеся зеркала, модуляторы, фильтры и поглотители. Их применение позволяет менять параметры излучения лазера, например, длину волны, длительность импульсов и т. д.